# Футбол на летните олимпийски игри 1900
На Вторите летни олимпийски игри за първи път е проведен футболен турнир. Първоначално са предвидени четири мача между френския отбор и представители на Германия, Белгия, Швейцария и Великобритания. Германия и Швейцария не изпращат отбори и се изиграват само два мача между три клубни аматьорски отбора, които са демонстрационни. Клубовете са представителни за своята държава.

## Мачове
| 20 октомври 1900 |

| Отбор на Федерацията за атлетични спортове | 0 – 4 | ФК „Ъптън парк“         |
| ------------------------------------------ | ----- | ----------------------- |
|                                            |       | Николас – 2 Търнър Жили |

| Велодром де Винсенс, Париж |

| 23 октомври 1900 |

| Отбор на Федерацията за атлетични спортове | 6 – 2 | Отбор на Брюкселски университет |
| ------------------------------------------ | ----- | ------------------------------- |
| Пелтие другите са неизвестни               |       | Спанух Ван Хойкел               |

| Велодром де Винсенс, Париж |

### Класиране и медали
|       | Златен                         | Сребърен                                           | Бронзов                                |
| Отбор | ФК „Ъптън парк“ Великобритания | Отбор на Федерацията за атлетични спортове Франция | Отбор на Брюкселски университет Белгия |